# Zwickelbier
A Zwickelbier (más néven Kellerbier vagy Zwickl) egy német szűretlen, világos sörfajta.
A Kellerbier jelentése „pincesör”, a Zwickelbier név pedig a Zwickelhahn szóból származik, amely egy olyan csapszerkezet az erjesztőtartályon (általában a tartály magasságának egyharmadánál), amelynek segítségével a sörfőzőmester erjedés közben, szűrés, pasztőrözés és palackozás előtt meg tudta kóstolni a sört.
A kereskedelemben nagy mennyiségben kapható Zwickelbier általában alsó erjesztésű, de lehet felső erjesztésű is (erre példa a Kellerweizen). Szénsavtartalma alacsony, a benne található élesztő és egyéb ki nem szűrt összetevők miatt pedig édeskésebb ízű és testesebb, egyben tápanyagokban is gazdagabb, mint a szűrt sörök, de soha nem élesztőillatú. Fénytől védett és hideg helyen célszerű tárolni, de eltarthatósági ideje még így is rövidebb, ezért általában frissen palackozva árusítják és szolgálják fel a vendéglátóhelyeken. Emiatt esetében az általában szokásos hosszabb-rövidebb hideg érési folyamat is kimarad.